# تجمع بال ابوتو (رماة)
'

تعديل مصدري - تعديل

تجمع بال ابوتو هي إحدى قرى عزلة رماة بمديرية رماة التابعة لمحافظة حضرموت، بلغ تعداد سكانها 16 نسمة حسب تعداد اليمن لعام 2004.